# Bom Dia & Companhia
Bom Dia & Companhia (estilizado como Bom Dia & Cia com Patati Patatá) é um programa de televisão infantil brasileiro exibido pelo SBT que estreou em 2 de agosto de 1993. Em sua fase atual, é comandado pelos palhaços Patati Patatá (que já apresentaram em 2013) desde 26 de maio de 2025 e exibido das 8h30 às 9h30. Conta com desenhos, brincadeiras por telefone com as crianças e quadros educativos.
O programa sofreu um pausa e ficou fora do ar entre 1 de abril de 2022 a 30 de junho de 2023 após o desgaste do formato e consequentemente, seu ostracismo com o crescimento dos serviços de streaming em relação ao conteúdo infantil. Em 3 de julho de 2023, o programa retornou à programação do SBT, mas agora em formato de especial de férias, ficando no ar até o dia 28 do mesmo mês. Retornou novamente à programação no dia 26 de maio de 2025.
Inúmeros desenhos de sucesso já foram ao ar no programa, como os clássicos Thundercats, Tom e Jerry, Scooby-Doo, Os Flintstones, Pica-Pau, Popeye; animes como Dragon Ball, Naruto e One Piece, além de desenhos recentes como X-Men Evolution, As Meninas Superpoderosas, Liga da Justiça, Naruto, Ben 10, O Clube das Winx e Kung Fu Panda.
Atualmente, são exibidos os desenhos Thomas e seus amigos: Trens a todo vapor, O Show da Luna!, Polly Pocket, Parque Patati Patatá, Os Jovens Titãs em Ação, O Show de Tom & Jerry e Scooby-Doo e Convidados.

## História

### 1.ª fase (fase da Eliana)

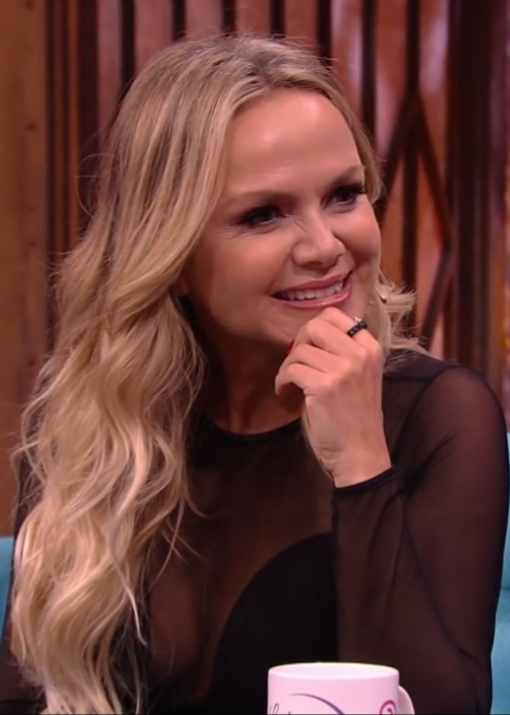
Eliana, apresentadora da primeira fase do programa.

Formatado pelo diretor Nilton Travesso que acreditava que Eliana continuava a ter popularidade com as crianças, o Bom Dia & Companhia estreou em 2 de agosto de 1993 às 9h15 da manhã, sob o comando da apresentadora Eliana, cujo último trabalho na TV havia sido a "Sessão Desenho", também no SBT. Com recursos financeiros limitados, Travesso reutilizou diversos elementos cenográficos que haviam sido descartados em temporadas anteriores do Programa Livre apresentado por Serginho Groisman para criar um programa com um conceito didático e pedagógico e também sem plateia, exclusivamente focado para os telespectadores. Uma das primeiras grandes novidades eram os assuntos apresentados como dicas de leitura, alimentação saudável e ciências.
Para auxiliá-la, Eliana contava com um computador chamado Fritz, que fazia suas pesquisas sobre os assuntos em que o programa abordava e também a ajudava em outros quadros. Como o foco do programa eram as crianças, o seu cenário representava uma sala de uma casa. Quase que diariamente, a apresentadora encerrava o programa tomando café da manhã com alguma personalidade. Aproveitando a sua carreira prévia de cantora como integrante do Banana Split, Eliana gravou o tema de abertura do programa. Os figurinos de Eliana que em sua maioria eram composições de shortinhos combinados com as camisas e o chapéu, se tornaram moda entre meninas e adolescentes.
Em 1994, o programa ganhou pequenos investimentos financeiros como uma pequena expansão do cenário e a criação de seu parceiro, o monstrinho roxo Melocoton, que adorava “comidas e abraços”. Com o tempo Melocoton se tornou tão popular que se tornou o assistente e o companheiro da apresentadora em diversas situações. No ano seguinte o programa passou a contar também com Bizuca, uma minhoca que ensinava sobre ecologia, mas somente Eliana entendia o que ela falava, e a Recicleia, uma boneca de lata que discutia temas de ecologia e a importância da economia de recursos materiais,
Em 1996, a casa-cenário foi novamente expandida, ganhando novos ambientes como a lavanderia e o quintal. O programa também ganhou novas trilhas musicais e um novo tema de abertura "Começa um novo dia". A trilha foi reutilizada quando Eliana se transferiu para a Rede Record para apresentar o Eliana & Alegria.
Em 21 de abril de 1997, o Bom Dia & Cia passou a ir ao ar com o nome de Eliana & Cia. A mudança foi um pedido do proprietário do SBT, Silvio Santos, que acreditava ser importante evidenciar o nome da apresentadora à frente da atração, assim como acontecia com os programas infantis das outras redes de televisão. A média de audiência do programa durante o ano de 1997 foi de 6 pontos, sendo que no confronto direto de 30 minutos com o Bom Dia Brasil, da Globo, chegava a alcançar picos de 10 pontos.
Em 1998, Eliana decidiu negociar com o SBT mais espaço para o seu programa na grade, além de uma atração semanal, por acreditar que aquela era a hora de crescer profissionalmente. No entanto, a direção do canal achou que não precisava mudar nada e que o programa continuaria como estava. Assim, a apresentadora passou a conversar em segredo com outras emissoras em busca de melhores propostas de trabalho, recebendo convites da Record e da Globo. A proposta da Record era de um contrato de 4 anos com dois programas, um diário e outro semanal. Por sua vez, a Globo ofereceu uma proposta similar, com a condição de que ela passasse por um período de "limpeza" da sua imagem antes de sua estreia, desassociando-a do SBT (política essa que também era adotada com outras estrelas contratadas de outros canais). A proposta não foi bem vista pela apresentadora, pois fora da televisão, a venda de seus produtos licenciados iria despencar de forma sorrateira e ela era, ao lado de Xuxa e Gugu Liberato, uma das maiores vendedoras de brinquedos do país.
Ao tomar ciência das negociações de Eliana com a concorrência, o SBT começou a gravar pilotos do Bom Dia & Cia com Jackeline Petkovic, recém-saída do Fantasia, prevenindo-se de uma possível saída repentina. Ao avaliar o desempenho de Jackeline, Silvio Santos decidiu que se Eliana continuasse no SBT, iria se revezar no comando de um outro programa com ela. Eliana por sua vez, comunicou ao chefe que estava de saída da emissora, e apresentou o Eliana & Cia. pela última vez em 18 de setembro, um dia depois de acertar seu contrato com a Record.

### 2.ª fase (fase de Jackeline)
Em 21 de setembro de 1998, Jackeline Petkovic estreou oficialmente no comando do Bom Dia & Cia, que voltou a utilizar o nome de antes de 1997. A mudança acabou causando a insatisfação da equipe e do diretor Milton Neves, e Jacky esteve sob pressão nos bastidores em seus primeiros dias. Apesar disso, o público reagiu positivamente à mudança no programa, e a audiência subiu de 6 para 9 pontos na média, com picos de até 13 pontos.
Com a rápida saída de Eliana do SBT, a produção não conseguiu a curto prazo fazer nenhuma alteração no seu formato, mantendo os mesmos personagens, desenhos e quadros. Alguns meses mais tarde, já na reformulação da grade da emissora no início de 1999, o programa viveu sua maior reformulação até então, com a substituição dos bonecos e dos quadros. Foram incluídos os personagens Pato Malandro, Nana Banana, Tonico e Tinoca, Indiazinha Cara de Pau e o Pica-Pau, e B1 e B2 dos Bananas de Pijamas. O boneco Melocoton continuou no programa, e Jacky ganhou também uma assistente de palco: Michelle Giudice.
Em 2000, o programa mudou de formato novamente ganhando uma repaginação com a linguagem futurista e tecnológica. Pato Malandro, Nana Banana, Tonico e Tinoca, Indiazinha Cara de Pau, B1 e B2, Pica Pau foram substituídos por Gugui, um E.T. divertido que pousa sua nave no cenário e interage com Jacky e Michelle, Piu e Pia, dois passarinhos, amigos de Jacky, que viviam felizes e adoravam conversar com a apresentadora, Ramonzinho, um peixe muito esperto e simpático que conversava com Jacky dentro do seu aquário, e o Livro,  que estava sempre em uma estante cheia de livros e era o mais velho e mais sábio e o único falante, mantendo o viés educativo do programa. Neste período, o programa se tornou uma das maiores audiências do canal. Melocoton, o amigo mais antigo de Jacky que ficou para apresentar atividades divertidas e Michelle continuaram. Jacky continuava sua carreira de cantora e gravou "Auê Auê" que se tornou o tema de abertura do programa.
Em 2001, o programa manteve o formato, somente trocando de cenário. Os personagens e quadros do programa são mantidos. Mais tarde, no início de 2003, Melocoton deixou o programa. Em 19 de julho de 2002, Jackeline comemorou 1.000 programas. Assim, o Bom Dia & Cia passou a ter um auditório e um formato de gincana em que Jackeline resgatava brincadeiras tradicionais como: a corrida do saco, a dança das cadeiras, a corrida da colher com ovo, o jogo da memória entre outras.
Com a crise financeira da emissora, em 28 de fevereiro de 2003, o programa perdeu todos os seus bonecos e quadros e Jackeline ficou sozinha na apresentação, contando e encenando histórias, apresentando curiosidades, ensinando coreografias. A apresentadora também recebia artistas, lia as cartas dos telespectadores e ainda havia o Clubinho do Bom Dia & Cia. O programa teve seu tempo reduzido devido a contenção de gastos do SBT, e ficou com a direção de Malu London e redação de Solana Ribeiro.
Em outubro, tanto Malu London e Solana Ribeiro saíram da direção do programa e em seu lugar entrou Galvão França. Nessa fase, o programa misturou desenhos antigos como: ThunderCats, Tutubarão, Cavalo de Fogo e Os Cãezinhos do Canil, com desenhos novos como: Hércules, Du, Dudu e Edu, As Meninas Super Poderosas, Coragem, o Cão Covarde, Mike, Lu & Og, entre outros. Nessa fase houve a estreia dos desenhos Liga da Justiça e X-Men: Evolution.
O último Bom Dia &  Cia com Jackeline foi ao ar em 31 de outubro de 2003. A apresentadora foi transferida para o humorístico "A Praça é Nossa" e começou a gravar a série "Meu Cunhado" que estreou em 11 de abril de 2004.

### 3ª fase (fase de Jéssica e Kauê)
Em 2003, o SBT enfrentava mais uma de suas crises financeiras e a cúpula da emissora acreditava que uma pessoa para ancorar a apresentação do Bom Dia e Cia ficou irrelevante, a emissora queria transformar o programa em uma mera faixa de desenhos e sem apresentador poderia baratear os custos. Pois, segundo avaliação feita pelo canal, sem Jackeline o programa de desenhos não perdia ibope. Todavia, a ideia de não ter apresentador foi barrada pelo departamento comercial do canal que entendeu que havia a necessidade de um âncora para as futuras ações de Merchandising no programa. Na época a emissora cogitava colocar a atriz Carla Diaz para apresentar o programa o que foi vetado pelo diretor da atração que preferiu colocar os adolescentes Jéssica Esteves e Kauê Santin. Entretanto, os novos apresentadores foram recebidos com críticas, o infantil chegou a aparecer na lista de piores programas infantis da Folha de S.Paulo duas vezes de acordo com o voto popular, além de terem sido recebidos com críticas pelos jornalistas. A jornalista Bia Abramo do jornal Folha de S.Paulo por exemplo, criticou o programa e os apresentadores ao afirmar que: [o programa] consiste em uma série de desenhos "ancorados" por dois adolescentes absolutamente inexpressivos, que decoram texto e marcação de maneira mecânica (e artificial)
Com um salário relativamente menor do que Jackeline, os dois já eram rostos conhecidos da mídia. Até então, Kauê já havia participado de diversas campanhas publicitárias e desfiles, além de ter estado em vários programas no SBT, como em Pequenos Brilhantes. Já Jéssica, havia participado de diversos programas de televisão em várias emissoras e já havia se apresentado até mesmo em outros programas da casa.
O programa passou a ter apenas os dois apresentadores fazendo as "cabeças" para chamar os desenhos na qual narravam histórias que iam sendo contadas bloco á bloco no decorrer do programa.
Nessa fase os destaques eram os desenhos Tiny Toon, Duck Dodgers, Baby Looney Tunes, O Point do Mickey, 101 Dálmatas, As Meninas Super Poderosas, A Bruxinha Sabrina, Projeto Zeta, Super Choque e X-Men Evolution.
O último Bom Dia & Cia com Jéssica & Kauê foi ao ar em 29 de julho de 2005. Jéssica passou então para o comando do programa Sessão Premiada, enquanto Kauê foi dispensado da emissora.

### 4.ª fase (fase de Priscilla e Yudi)
|                                                                                  |  |  |
| Priscilla e Yudi Tamashiro foram os apresentadores do programa de 2005 até 2012. |  |  |

No dia 1º de agosto de 2005, às 9 da manhã, após a demissão de Jéssica e Kauê, o programa passou a ser apresentado pelos desconhecidos Priscilla, Yudi Tamashiro e a professora de dança Ítala Matiuzzo, sendo que a última ficou no programa até o dia 7 de julho de 2006. E, após algumas reformulações, Priscilla e Yudi passaram a apresentar sozinhos, mostrando a cada dia, curiosidades sobre profissões e inovações do momento.
No dia 10 de julho de 2006, o programa ganhou uma nova abertura, uma montagem com os personagens dos desenhos animados correndo até uma casa onde surge o nome do programa. Nessa época ainda animações de ação do período de Jackeline como X-Men Evolution, Super Choque e Liga da Justiça continuaram a ser reprisadas com bastante frequência, além de novos como Duck Dodgers, Krypto, o Supercão, Hi Hi Puffy AmiYumi e As Aventuras de Tom & Jerry. Também foi nessa época que O Novo Show do Pica-Pau teve sua última transmissão no canal, antes dos direitos serem movidos para a Rede Record no mesmo ano.
A partir do dia 26 de março de 2007, o programa passou a ser apresentado ao vivo, reciclando diversos formatos anteriores históricos da emissora como Bozo, Charme e Alô Christina em que os apresentadores atendiam ligações de seus telespectadores para participarem de brincadeiras interativas. Porém, neste período, o programa chegou a ter mais de 8 horas de duração, motivadas pela maior crise financeira da história da emissora. Em alguns mercados, o programa começava as 7h da manhã e terminava às 15h.
Com a situação financeira da emissora melhorando em 2 de julho do mesmo ano, o programa retornou a sua duração original (3 horas), começando as 9h da manhã e terminando ao meio-dia. O programa perdeu duas horas com a recriação do Carrossel Animado, que abrangeria um público mais infantil do que o Bom Dia & Cia, recebendo desenhos como As Aventuras dos Filhos de Tom & Jerry, Os Flintstones nos Anos Dourados e Baby Looney Tunes. A criação deste programa de início não agradou o público. Porém, ele conseguiu atrair mais patrocinadores e ajudar a emissora a recuperar a saúde financeira.
No dia 1º de janeiro de 2009, teve a estreia de Maisa no programa com o sucesso de suas aparições polêmicas no Sábado Animado na época, porém ela só estava cobrindo as férias de Priscilla e Yudi. A partir de 13 de julho de 2009, o programa ganhou uma nova abertura desta vez oficializando o título de "Bom Dia & Companhia" além da estreia dos Greens, personagens baseados no Sackboy do jogo LittleBigPlanet, que passaram a fazer parte do cenário. Com a apresentação de Maisa, o programa retomou o primeiro lugar de audiência e também recebeu reforços de peso como os inéditos Ben 10 e O Clube das Winx, além do consagrado anime japonês Naruto. No entanto, o programa ao mesmo tempo repelia o público com as desgastadas reprises de X-Men Evolution, Super Choque, O Que Há De Novo, Scooby-Doo?, entre outros. Neste momento, a emissora testou a atriz Rebeka Angel, até então apresentadora do Carrossel Animado, para o cargo de apresentadora, porém a repercussão dela no programa, não atingiu as expectativas do SBT, resultando em sua dispensa.

### 5.ª fase (fase de Priscilla, Yudi e Maisa)

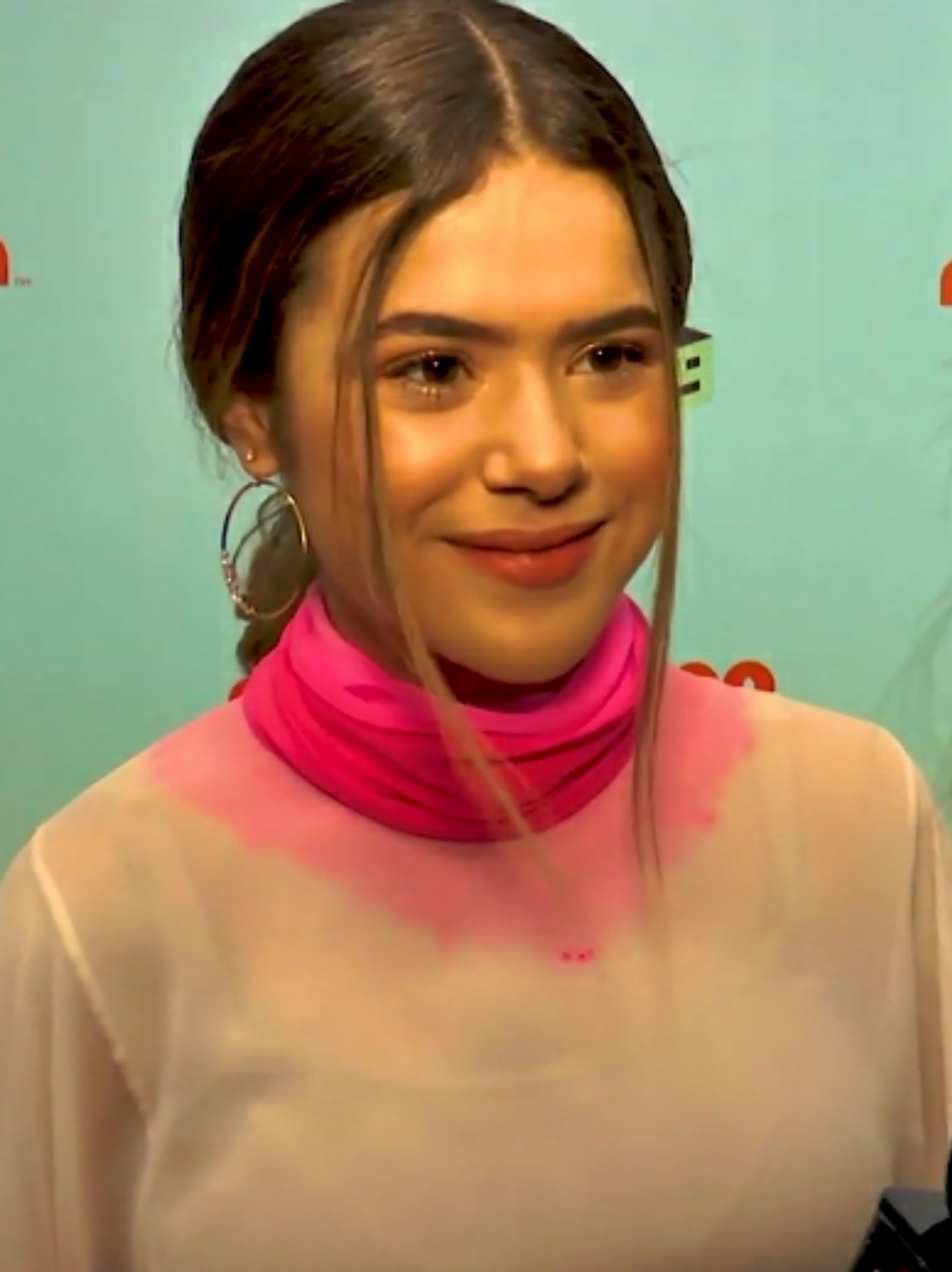
Maisa, se destacou por apresentar nesta fase.

A partir 7 de maio de 2010, Maisa Silva assumiu o programa às sextas-feiras e tomou posse as quintas, fazendo assim ficar fixa no programa e passou a dividir com Yudi e Priscilla o comando da atração. Em 20 de julho de 2010, o programa passou a exibir séries numa forma de competir com sua rival TV Globinho com a estreia de As Visões da Raven, que já era exibida no canal e permaneceu até o dia 30 de novembro, do mesmo ano. A partir do dia 1º de dezembro de 2010, Um Maluco no Pedaço, ocupou o seu lugar sendo exibido até o dia 9 de novembro de 2012, após isso não tendo mais nenhum seriado exibido no programa.
Durante o período de férias, alguns artistas do canal apresentaram o programa junto com Yudi, pelo fato de Priscila Alcântara estar de férias. Em 12 de outubro de 2011, Maisa deixou o programa para atuar no remake da novela Carrossel, que se tornou um fenômeno de audiência no canal no ano seguinte.
Em 16 de janeiro de 2012, o programa estreou uma nova abertura ainda com os personagens Greens, que já tinham desocupado o cenário no ano anterior, mas ainda continuavam a aparecerem nas aberturas. Durante esse longo tempo, o canal não apresentou nenhuma novidade tendo reprisado ao máximo seus desenhos antigos dando um grande desagrado no público. A partir do dia 30 de novembro de 2012, Yudi foi retirado e substituído pelo palhaço Bozo, que já estava sendo trabalhado para ganhar seu programa próprio no ano seguinte, passando a acompanhar Priscila a partir de 3 de dezembro de 2012.
Porém, o palhaço acabou sendo mal recebido pelo público além das forçadas reprises de seu desenho Bozo: Série Animada. Bozo só saiu do programa em 15 de fevereiro de 2013 para estrelar seu programa próprio, nas manhãs de sábado. A partir de 18 de fevereiro de 2013, Priscila seguiu sozinha à frente do programa, até 18 de março quando foi substituída por novos apresentadores.

### 6.ª fase (revezamentos de apresentadores)

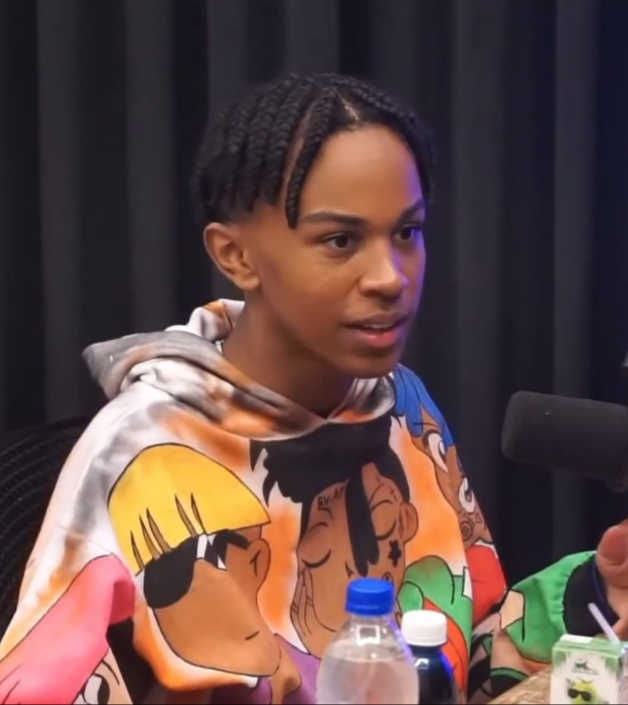
Jean Paulo Campos foi um dos apresentadores neste período.

No dia 18 de março de 2013 após a saída de Priscila Alcântara e o sucesso da novela infantil Carrossel, os diretores do canal resolveram apostar nos atores Ana Zimerman e Matheus Ueta, os intérpretes de Marcelina e Kokimoto, para comandar o programa.
No mês seguinte, houve o retorno de Maisa Silva ao programa e, mais tarde, em 18 de abril, entrou no grupo Jean Paulo Campos, que também atuou em Carrossel fazendo o personagem Cirilo, formando duas duplas que se revezavam no comando do programa. Após outra reformulação no núcleo infantil da emissora, que tirou do ar os programas Carrossel Animado e Programa do Bozo por baixa audiência, a dupla de palhaços Patati e Patatá, e o palhaço Bozo ao lado dos demais personagens de sua família, passaram a apresentar o programa junto com os atores de Carrossel, obedecendo também um esquema de revezamento, porém tal coisa não agradou o público fazendo com que os palhaços saíssem do programa.
Entre os dias 29 de julho de 2013 e 29 de agosto de 2013, Ana Zimerman e Matheus Ueta saíram do programa para apresentar o Clube do Carrossel, que viria preparar o público para a reprise de Carrossel que mal tinha acabado de terminar. Após o final do Clube do Carrossel, em setembro de 2013, Ana e Matheus retornaram ao Sábado Animado e ao Bom Dia & Companhia, anunciando que a partir dali ficariam à frente dos dois programas. Com isso, se confirmava a saída de Maisa e Jean que deixaram o programa para gravar o seriado Patrulha Salvadora.
Durante esses anos o programa contou com pouquíssimas novas séries estreando, com maior destaque em animações como Max Adventures, Hora de Aventura, Max Steel, Nutri Ventures, Monster High e Barbie: Life in the Dreamhouse, com o programa ainda dando maior destaque e foco a reprises de séries antigas como X-Men Evolution, Super Choque, O Que Há de Novo, Scooby-Doo?, As Aventuras de Tom e Jerry e Projeto Zeta.

### 7.ª fase (fase de Matheus Ueta e Ana Júlia)

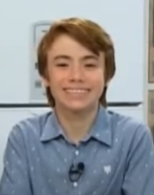
Foto de Mateus Ueta

Em 4 de agosto de 2014, Matheus Ueta abriu a atração informando que Ana Zimerman deixou o comando do programa. Após alguns testes com algumas crianças, Ana Júlia Souza de 8 anos foi efetivada ao lado de Matheus.
No dia 3 de dezembro de 2014, o colunista do UOL, Flavio Ricco, informou que o SBT (representado por Daniela Beyruti) comprou diversos pacotes de desenhos animados em Cannes. Ainda segundo ele, o programa iria sofrer mudanças a partir de março. Em 13 de janeiro de 2015, o SBT informou que o programa receberia um novo formato, com uma reformulação. Em março, as séries animadas Os Padrinhos Mágicos e Tartarugas Ninja, todas da Nickelodeon (que possuía contrato com a Globo e com a Band anteriormente), passaram a ser transmitidas pelo programa. Em abril, o programa começou a transmitir Bob Esponja e todos os desenhos e séries já apresentados pelos canais rivais.
Até o começo de 2015, o programa permaneceu no mesmo formato, com Matheus Ueta e Ana Júlia Souza na apresentação, acompanhados do figurante Seu José e seu papagaio Chico - mais tarde, o o figurante saiu de cena e apenas o papagaio ficou.

### 8.ª fase (fase de Silvia Abravanel)

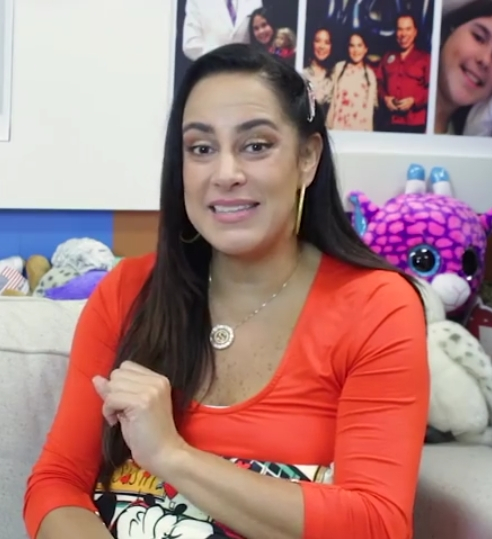
Foto de Silvia Abravanel, ex-apresentadora do programa.

Em julho de 2015, os então apresentadores do programa, Ana Júlia e Matheus Ueta, foram impedidos de apresentar a atração temporariamente por conta de uma decisão judicial. Silvia Abravanel, filha de Sílvio Santos e diretora do programa infantil, assumiu o lugar das crianças. Pouco tempo depois, em 16 de julho, Sílvia foi efetivada como apresentadora oficial do programa. No dia 22 de julho, estreou o polêmico desenho animado Avatar: A lenda de Korra.
Em 27 de julho de 2015, a atração ganhou um novo cenário, e na mesma semana, ao Ministério da Justiça definiu que os dois apresentadores mirins poderiam voltar ao comando do Bom Dia e Cia e do Sábado Animado a partir de 28 de julho de 2015 ao lado de Silvia.
A partir do dia 31 de agosto de 2015, o programa começou a partir das 10h30min, após o Mundo Disney. Por conta disso, ficou decidido que não haveria mais apresentadores. Depois de 22 anos com apresentadores, seria por tempo indeterminado o prazo que o programa seria exibido sem tais. Porém, no dia 01 de setembro de 2015, três dias após anunciar seu afastamento, Silvia Abravanel voltou ao comando do programa sem dar explicações, e informou que os apresentadores mirins Matheus Ueta e Ana Júlia Souza comandariam o Carrossel Animado das 07h00 até as 08h30. A partir daí, foram exibido os desenhos Os Pinguins de Madagascar, Kung Fu Panda e os inéditos O Show de Tom & Jerry e Os Jovens Titãs em Ação, e o programa dividiu a programação dos desenhos em dois blocos, sendo exibidos em um esquema montada para Segunda, Quarta e Sexta, e Terça e Quinta. Em 2016, os apresentadores mirins Matheus Ueta e Ana Júlia Souza voltaram a comandar o programa, mas apenas como apresentadores eventuais cobrindo as férias de Silvia.
Em meados da década de 2010, a publicidade infantil passou a ser fortemente combatida e em 2014 a resolução 163/2014 do Conselho Nacional dos Direitos da Criança e do Adolescente, então vinculado à Secretaria de Direitos Humanos, restringiu duramente a publicidade infantil, acelerando o fim de programas infantis na TV aberta. Em meio à polêmica, em 2016, a coluna Splash do UOL noticiou que Sílvio Santos teria afirmado que o SBT continuaria exibindo desenhos, independentemente do retorno publicitário.
Em 19 de fevereiro de 2020, o programa passou por uma completa saia justa. A apresentadora Silvia Abravanel questionou  funcionários enquanto estava no ar sobre sua ausência na edição de segunda feira (dois dias antes da polêmica). No entanto, o tom de sua fala e o possível constrangimento da equipe repecurtiram negativamente nas redes sociais, gerando inclusive uma acusação de assédio moral. No dia seguinte, o SBT anunciou o afastamento da apresentadora, deixando o infantil temporariamente sem apresentador e  exibindo apenas desenhos. Em 2 de março de 2020, Silvia retornou ao comando do Bom Dia depois de 10 dias afastada.
Em 30 de novembro de 2020, o programa voltou a ter a apresentação de Sílvia Abravanel após meses exibindo apenas desenhos animados.
Em 22 de março de 2021, o programa perdeu 30 minutos por conta da estreia do programa Vem pra Cá, não sendo mais exibido em várias praças locais.
No dia 31 de março de 2022, foi anunciado o seu fim após 28 anos no ar por conta do desgaste no formato, além dos baixos índices de audiência que acumulava durante seus últimos anos, perdendo inclusive espaço para as produções via streaming, que andavam em crescimento, fazendo com que o infantil caísse no ostracismo. O espaço do programa passou a ser ocupado pelo Primeiro Impacto. Parte do cenário da atração, incluindo as provas, bem como a apresentação de Silvia Abravanel e alguns desenhos, foram transferidos para o Sábado Animado, que ganhou um novo formato no dia 30 de abril.
Após um ano fora da programação do SBT, em 29 de junho de 2023, foi anunciado o seu retorno para o dia 3 de julho, ocupando a faixa de 9h30 às 13h, com o objetivo de levantar o Ibope das manhãs do canal, além de servir de sala de espera para as reprises de Chiquititas (para as emissoras sem programação local) e Rebelde. Sua volta também era aguardada por uma boa parte do público, uma vez que a programação infantil havia sido reduzida para os sábados. No entanto, o programa foi exibido apenas durante o mês de julho, uma vez que era tratado como especial de férias. Previsto para encerrar no dia 31 do mesmo mês, a atração teve o encerramento antecipado para o dia 28 devido aos baixos índices.

### 9.ª fase (fase de Patati Patatá)

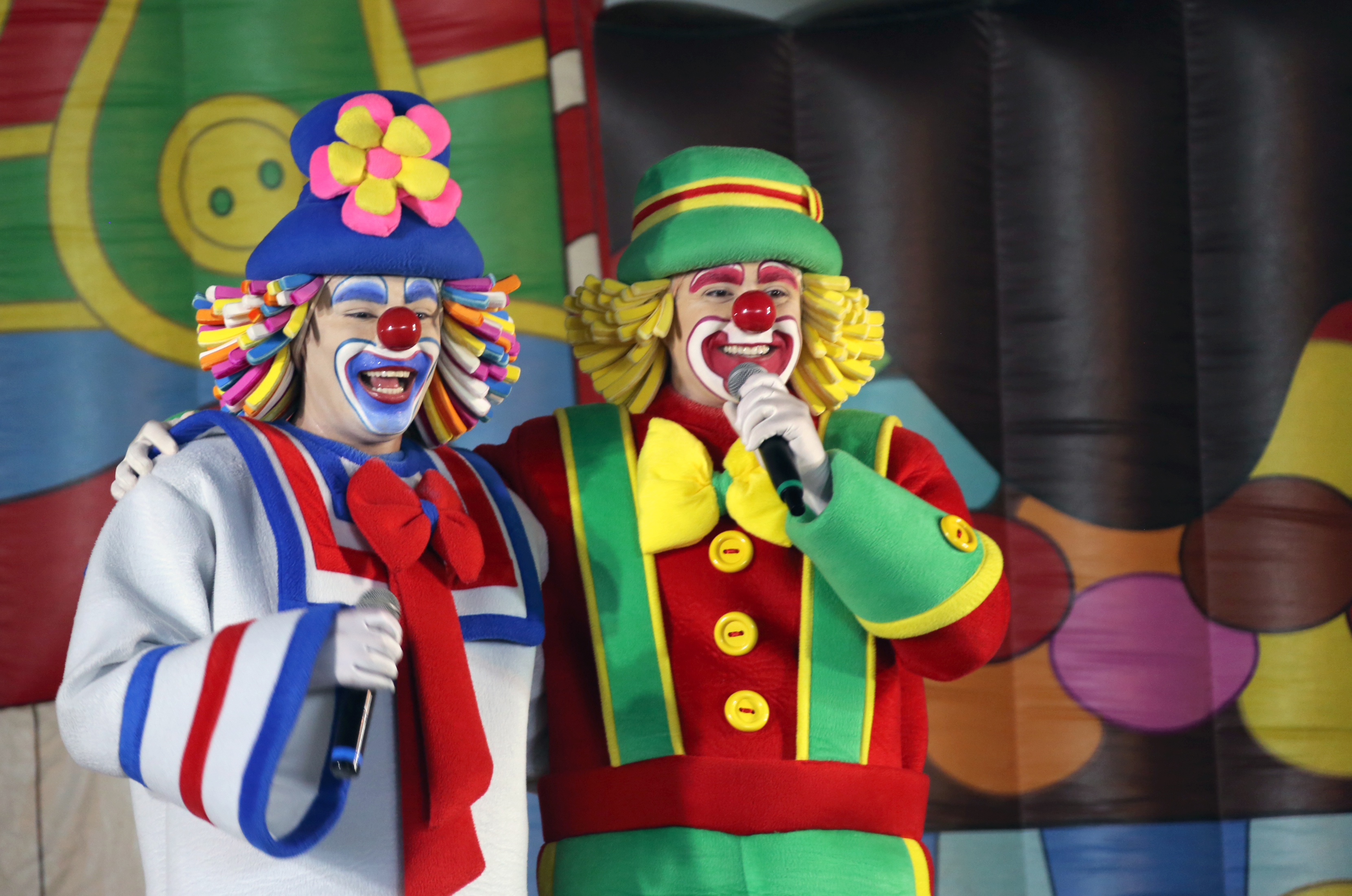
Dupla de palhaços Patati Patatá, apresentadores do programa em seu retorno em 2025, além de já terem comandado em 2013.

Após quase dois anos fora do ar, o SBT anunciou o retorno definitivo do programa após atender aos pedidos do público, além de tentativas sem sucesso de projetos alternativos como o Chega Mais e a extensão do Primeiro Impacto. Além disso, a emissora havia relançado em 2023 o Feriadão SBT durante o natal e era exibido esporádicamente durante alguns feriados, mesclando desenhos e filmes. A volta foi anunciada durante um evento à imprensa realizado no dia 15 de maio de 2025, sendo confirmado o dia 26 para o seu retorno e sob a apresentação da dupla de palhaços Patati Patatá, que já comandaram o programa em meados de 2013.
Em sua reestreia, o programa voltou a adotar o formato pré-escola usado entre 1993 e 2007, contando com brincadeiras interativas, músicas infantis e exibição de desenhos. A atração também voltou a contar com o boneco Melocoton, uma das figuras mais conhecidas em sua fase com a Eliana, além de Tony Tonelada, parceiro de Patati e Patatá desde a passagem dos palhaços pelo Carrossel Animado. Patati e Patatá iniciam o programa com uma mesa de café-da-manhã, onde dão dicas para uma alimentação adequada; leêm cartas enviadas pelas crianças; contam com o quadro Aula de Libras, com a professora Rafaella; e recebem convidados esporadicamente.
Devido à análise da crítica especializada, que apontou a grande restrição do público alvo do programa em sua nova fase, a atração tentou ampliar seu alcance na segunda exibição, retirando desenhos e músicas dirigidos ao público pré-escolar, exibidos no dia anterior. Os blocos ao vivo, as brincadeiras por telefone e os desenhos para crianças maiores foram ampliados. As brincadeiras, das quais as crianças podem participar pelo clássico telefone 4002-8922, também já foram vistas nas fases anteriores do programa, especialmente entre 2007 e 2022, além do especial de férias em 2023. As roletas de prêmios, porém, foram substituídas pela "caixa misteriosa", entregue à criança que ganhar o jogo proposto. 
No dia 4 de junho de 2025, o programa teve o horário alterado sem aviso prévio por conta dos baixos índices da programação matinal, passando a ser exibido das 7h05 ás 9h, com a faixa das 7h05 ás 7h30 sendo local e transmitida apenas para quem não exibe programas regionais no horário. No dia 7, chegou a sair uma informação que o programa voltaria a ser exibido nacionalmente, passando a ir das 7h30 ás 9h. Porém, a informação havia sido negada pelo SBT, pois se tratou do vazamento da chamada exibida para as praças que exibem programação local nas primeiras horas do dia. Mas, no dia 12, o programa voltou a ser transmitido nacionalmente, agora ocupando a faixa das 7h35 ás 9h. No dia 30, sofreu mais uma mudança de horário, passando a ser exibido das 8h30 ás 9h30, tendo outra redução de horário, durando apenas 60 minutos.

### Especial de Dia das Crianças em 2016
Em 12 de outubro de 2016, para comemorar o Dia das Crianças, o programa recebeu como convidados especiais, ao lado de Silvia Abravanel, os antigos apresentadores Eliana (juntamente com Edílson Oliveira caracterizado como Chiquinho), Jackeline Petkovic, Yudi Tamashiro, Priscilla, Maisa Silva, Matheus Ueta, Ana Júlia Souza e Mara Maravilha.

## Prêmios
O Bom Dia & Cia já levou algumas vezes o troféu imprensa na categoria melhor programa infantil - uma premiação que é feita pelo canal em que o programa é produzido - o infantil levou o prêmio de melhor programa nos anos de 2000, 2008, 2009, 2010 e 2011, voltando a ganhar em 2016, 2017 e 2018
(SBT)[carece de fontes?]
Contudo a crítica especializada não gostou do que viu, o Bom Dia & Cia levou o Troféu Santa Clara como pior programa infantil nos anos de 2013, 2014 e 2017. O formato do programa foi criticado pelo jornalista André Santana que afirmou que o programa exibe o mesmo formato, os mesmos desenhos de anos atrás, a mesma roleta... chegando á afirmar ainda que o programa só é considerado bom por falta de algo melhor. A apresentadora Sílvia Abravanel também sofreu críticas, na opinião dos jornalistas uma apresentadora que não é lá muito carismática (além de ser adepta do linguajar “tatibitate” irritante) fazem do Bom Dia e Cia o pior infantil. Dois meses após a saída de Jackeline Petkovic, no dia 10/12/2003 quando estava sob comando dos apresentadores Jéssica e Kauê o programa leva 1.447 votos para elegerem o Programa infantil/juvenil mais bocó No ano de 2004, o programa apareceu novamente em uma enquete da Folha de S.Paulo, dessa vez o programa ficou em 3º lugar ao se decidir o "programa infanto-juvenil mais bocó", levando 6.133 votos
Jéssica e Kauê também sofreram com críticas de jornalistas, a jornalista Bia Abramo do jornal Folha de S.Paulo por exemplo criticou o programa e os apresentadores ao afirmar que: [o programa] consiste em uma série de desenhos "ancorados" por dois adolescentes absolutamente inexpressivos, que decoram texto e marcação de maneira mecânica (e artificial)
Yudi e Priscilla e Jackeline foram eleitos os apresentadores que o público mais sente falta, em uma pesquisa da UOL. Jackeline Petkovic recebeu 30,72% dos votos e Yudi Tamashiro e Priscilla 31,08%, os três venceram como os melhores apresentadores que já passaram pelo Bom Dia & Cia.

## Licenciamentos
Durante a década de 90, o SBT licenciou produtos do boneco Melocoton para a Estrela.
Na época em que o programa era apresentado por Jackeline Petkovic, ela chegou á ter muitos produtos licenciados, entre eles uma revista, era a "Revista da Jacky" Jackeline lançou vários produtos com sua marca, que vão desde uma sandália até uma linha de sorvetes. Jackeline Petkovic foi a única apresentadora infantil á possuir um contrato exclusivo e vitalício com a marca de brinquedos Estrela para lançar seus produtos
Durante a apresentação de Jéssica Esteves no programa foi licenciada uma boneca da apresentadora pela Acalanto que usava a logomarca do programa. Esteves também licenciou uma penteadeira e uma cozinha de brinquedo pela Baby Brink, também utilizando o nome do "Bom Dia & Companhia".
Em 2010, os bonecos da Turma dos Greens foram lançados.

## Controvérsias
Em entrevistas Jackeline Petkovic afirmou já ter sofrido assédio moral algumas vezes nos bastidores do programa, a primeira delas aconteceu enquanto a apresentadora ainda gravava o piloto de seu primeiro programa. A mudança acabou causando a insatisfação da equipe e do diretor Milton Neves. Jackeline conta que toda a equipe abandonou o estúdio enquanto ela gravava o programa. A apresentadora conta ainda que foi proibida pelo diretor da atração de ir ao velório de seu avô, que segundo palavras dela O diretor me disse que, se não viesse gravar, não precisava mais vir.
A apresentadora Silvia Abravanel também foi acusada de cometer assédio moral contra funcionários ao chama-los de idiotas na frente das câmeras, a mesma apresentadora também chamou atenção de maneira rude de um funcionário responsável pela refrigeração do estúdio, e durante o programa que é ao vivo, Silvia firmou que queria tirar o Lucas do ar. A apresentadora Jéssica Esteves já acusou o apresentador Celso Portiolli de ser o responsável pela sua demissão pois segundo palavras da apresentadora quem convenceu Sílvio Santos de contratar Yudi e Priscilla e dispensar Jéssica teria sido Celso. Em 2011, o SBT levou uma multa de 1 milhão de reais por colocar merchandising e jogos em roletas apresentados por crianças.

### Contravenção
O programa chegou a sofrer acusações de estelionato e fraude em diversas reclamações de pais de crianças que participaram dele. Reclamavam através do site Reclame Aqui, acusando-o de não entregar os prêmios que as crianças tinham ganhado através das brincadeiras dele.
A primeira reclamação de que se tem notícia foi feita no dia 6 de junho de 2014, na qual uma mulher afirmava que há dois meses, no dia 24 de abril daquele ano, a sua filha havia participado do programa, vencido uma brincadeira e ganhado um prêmio da roleta, com a promessa de que seria entregue em quinze dias; porém se passou o tempo, e a criança, residente em São Paulo, jamais recebeu o prêmio.
Em 10 de março de 2015, mais uma reclamação foi registrada no site: Um homem afirmava que o seu filho participara do programa em 18 de fevereiro de 2015, ganhando cerca de R$ 700 do programa, e, contudo, o prêmio jamais foi pago. Usando e-mail, o pai do menino entrou em contato com a produção do SBT, mas não obteve resposta.
Em 12 de julho de 2015, mais uma ocorrência foi registrada no site: Uma mulher afirmava que o seu filho havia participado há mais de dois meses do programa e que o prêmio nunca foi entregue.
Em nenhuma das ocasiões o SBT respondeu às acusações dos pais.
Em 30 de março de 2022, após um menino chamado Pedro participar de uma das brincadeiras, a apresentadora Silvia Abravanel lhe perguntou qual prêmio ele gostaria de ganhar. Sincero, o garoto gritou: “Luccas Neto!”. Foi possível ouvir a mãe dele falando que os brinquedos do youtuber não estavam entre os presentes ofertados. De repente, a ligação caiu. A Silvia, então, decidiu por ele qual seria o prêmio e rodou com força a roleta; porém usou as mãos para diminuir a velocidade, interrompendo o giro. Dessa forma, o objeto parou em R$ 400.
Nas redes sociais, telespectadores acusaram Silvia de ter trapaceado e prejudicado a criança, que provavelmente ganharia mais dinheiro se a roleta continuasse a girar.

## Audiência
Na fase de Eliana o programa marcou 5 pontos de audiência média no país, o que equivalia a 2 milhões de telespectadores, o que era considerado alta para a faixa matutina. Em São Paulo, a apresentadora marcava média de 8 pontos. Com a estabilidade do programa, o Bom Dia e Cia. ficou por mais de seis anos sem mudança no horário.
Ainda sob o comando de Jackeline, ele alcançava 7 pontos de audiência, ficando a frente da Rede Record, e empatando diversas vezes com a TV Globo, Em 2000, ainda com Jackeline, o programa obtinha picos de 12 pontos assumindo várias vezes a liderança no horário de segunda a sexta-feira. Chegando a médias de até 9 pontos e picos de 17 pontos, em 2003.
Quando Jéssica Esteves e Kauê Santin comandaram a atração, o programa chegou a alcançar 8,6 pontos no Ibope, batendo programas como Xuxa no Mundo da Imaginação e Mais Você, ambos da TV Globo. Em outro momento, ainda na apresentação de Esteves e Santin, o infantil chegou a marcar 17 picos de audiência, liderando durante as férias de Julho. Contudo, apesar da estabilidade na audiência, os novos apresentadores não agradaram muito, em 10/12/2003, quase dois meses após a saída da Jackeline, o programa levou 1.447 votos numa pesquisa da Folha de S.Paulo para eleger o "programa infantil mais bocó".
Quando Yudi Tamashiro, Priscila Alcântara e Ítala Matiuzzo começaram a comandar o programa, ele se consolidou na segunda posição. Em 2006, sem a apresentação de Matiuzzo, o programa conseguia empatar com a TV Globo, chegando a marcar 17 picos de audiência em alguns momentos. Em 2007 e 2008, a mesma coisa se repetiu, em que o programa conseguiu a liderança por mais de uma hora por diversas vezes. Em 2009, num geral, a atração marcou 6 pontos de audiência e picos de 8, mostrando uma decaída, embora mantivesse a liderança em alguns momentos. Em 2011, o maior valor de audiência foi de 9 pontos em 31 de agosto, quando obteve a primeira colocação empatado com a Globo. Nessa mesma época, ainda sob o comando de Priscilla e Yudi, o Bom Dia e Cia ficou entre "Os Piores Programas de 2011" O jornalista Murício Stycer disse que: "Programas do SBT, como “Bom Dia & Companhia” e “Carossel Animado”, fazem o chamado merchandising durante a exibição de jogos, o que é proibido" Ainda em 2011 o SBT levou uma multa de 1 milhão de reais por colocar merchandising e jogos em roletas apresentados por crianças
Em 2012, mesmo com a entrada do palhaço Bozo na atração (e saída de Yudi), o programa diminuiu ainda mais em audiência, chegando a marcar 5,8 pontos de média, no entanto, ainda conseguindo a liderança. No ano de 2013, o programa perdeu mais audiência, mesmo com novos apresentadores, registrando 4,6 pontos, uma diferença de 50%, se comparando aos 8,2 pontos que o programa conseguia em 2003 na fase de Jackeline. Em 2014, a produção chegou a cogitar que o infantil deveria ser extinto, algo que foi vetado por Silvio Santos, afirmando que o programa teria novidades e um novo formato a partir de março do ano seguinte, até então, inédito no país.
Em 2015, houve uma sucinta melhora na audiência em comparação com os 2 anos anteriores e mesmo com os valores menores que o 10 anos atrás, esteve em primeiro lugar em algumas ocasiões. Em 9 de março, o programa conseguiu a vice-liderança com 6 pontos de média e chegou à liderança em 19 de março, com a mesma marca, ganhando de Encontro com Fátima Bernardes, que teve média de 5.5 pontos. Em 3 de julho, fechou na vice-liderança isolada com 7.7 pontos de média 10.2 de pico e 18.6% de share, batendo recorde anual de audiência. No mesmo horário a RecordTV ocupou a terceira colocação com 6.2 pontos, liderando contra o "Bem Estar" e "Encontro", empatando contra o "Mais Você", e tendo alguns minutos de liderança contra o "PraçaTV" e "Globo Esporte". Em 15 de julho de 2015, com o afastamento das crianças Ana Júlia e Matheus Ueta e a estreia de Sílvia Abravanel, Bom Dia & Companhia registrou média de 6.9 pontos de audiência e pico de 7.2, alcançando a liderança naquele dia contra 6.2 pontos de Encontro com Fátima Bernardes. Em 2017 o Bom Dia e Cia também teve um baixo desempenho e marcou 6,4, ficando em terceiro lugar.
Perto de seu primeiro fim(2022) o programa tinha média de 3 pontos.
Na sua volta em 3 de julho de 2023, o programa registrou uma pequena alta de audiência em relação aos números do primeiro impacto da sexta-feira,30.Na sexta-feira 30,o primeiro impacto no horário teve média de 2,8 pontos,enquanto no mesmo horário na segunda-feira 3, o Bom Dia e Cia teve média de 3,1 pontos, pequeno aumento de 0,3.

## Apresentadores
|  | Apresentador(a)                   |
|  | Apresentador(a) Eventual/Especial |

| Apresentadores     | Ano             | Ano             | Ano             | Ano             | Ano             | Ano             | Ano             | Ano             | Ano             | Ano             | Ano             | Ano             | Ano             | Ano             | Ano             | Ano             | Ano             | Ano             | Ano             | Ano             | Ano             | Ano             | Ano             | Ano             | Ano             | Ano             | Ano             | Ano             | Ano             | Ano             | Ano             |
| Apresentadores     | 1993            | 1994            | 1995            | 1996            | 1997            | 1998            | 1999            | 2000            | 2001            | 2002            | 2003            | 2004            | 2005            | 2006            | 2007            | 2008            | 2009            | 2010            | 2011            | 2012            | 2013            | 2014            | 2015            | 2016            | 2017            | 2018            | 2019            | 2020            | 2021            | 2022            | 2025            |
| ------------------ | --------------- | --------------- | --------------- | --------------- | --------------- | --------------- | --------------- | --------------- | --------------- | --------------- | --------------- | --------------- | --------------- | --------------- | --------------- | --------------- | --------------- | --------------- | --------------- | --------------- | --------------- | --------------- | --------------- | --------------- | --------------- | --------------- | --------------- | --------------- | --------------- | --------------- | --------------- |
| Eliana             |                 |                 |                 |                 |                 |                 | Does not appear | Does not appear | Does not appear | Does not appear | Does not appear | Does not appear | Does not appear | Does not appear | Does not appear | Does not appear | Does not appear | Does not appear | Does not appear | Does not appear | Does not appear | Does not appear | Does not appear |                 | Does not appear | Does not appear | Does not appear | Does not appear | Does not appear | Does not appear | Does not appear |
| Jackeline Petkovic | Does not appear | Does not appear | Does not appear | Does not appear | Does not appear |                 |                 |                 |                 |                 |                 | Does not appear | Does not appear | Does not appear | Does not appear | Does not appear | Does not appear | Does not appear | Does not appear | Does not appear | Does not appear | Does not appear | Does not appear |                 | Does not appear | Does not appear | Does not appear | Does not appear | Does not appear | Does not appear | Does not appear |
| Mara Maravilha     | Does not appear | Does not appear | Does not appear | Does not appear | Does not appear |                 |                 | Does not appear | Does not appear | Does not appear | Does not appear | Does not appear | Does not appear | Does not appear | Does not appear | Does not appear | Does not appear | Does not appear | Does not appear | Does not appear | Does not appear | Does not appear | Does not appear |                 | Does not appear | Does not appear | Does not appear | Does not appear | Does not appear | Does not appear | Does not appear |
| Jéssica Esteves    | Does not appear | Does not appear | Does not appear | Does not appear | Does not appear | Does not appear | Does not appear | Does not appear | Does not appear | Does not appear |                 |                 |                 | Does not appear | Does not appear | Does not appear | Does not appear | Does not appear | Does not appear | Does not appear | Does not appear | Does not appear | Does not appear | Does not appear | Does not appear | Does not appear | Does not appear | Does not appear | Does not appear | Does not appear | Does not appear |
| Kauê Santin        | Does not appear | Does not appear | Does not appear | Does not appear | Does not appear | Does not appear | Does not appear | Does not appear | Does not appear | Does not appear |                 |                 |                 | Does not appear | Does not appear | Does not appear | Does not appear | Does not appear | Does not appear | Does not appear | Does not appear | Does not appear | Does not appear | Does not appear | Does not appear | Does not appear | Does not appear | Does not appear | Does not appear | Does not appear | Does not appear |
| Ítala Matiuzzo     | Does not appear | Does not appear | Does not appear | Does not appear | Does not appear | Does not appear | Does not appear | Does not appear | Does not appear | Does not appear | Does not appear | Does not appear |                 |                 | Does not appear | Does not appear | Does not appear | Does not appear | Does not appear | Does not appear | Does not appear | Does not appear | Does not appear | Does not appear | Does not appear | Does not appear | Does not appear | Does not appear | Does not appear | Does not appear | Does not appear |
| Yudi Tamashiro     | Does not appear | Does not appear | Does not appear | Does not appear | Does not appear | Does not appear | Does not appear | Does not appear | Does not appear | Does not appear | Does not appear | Does not appear |                 |                 |                 |                 |                 |                 |                 |                 | Does not appear | Does not appear | Does not appear |                 | Does not appear | Does not appear | Does not appear | Does not appear | Does not appear | Does not appear | Does not appear |
| Priscilla          | Does not appear | Does not appear | Does not appear | Does not appear | Does not appear | Does not appear | Does not appear | Does not appear | Does not appear | Does not appear | Does not appear | Does not appear |                 |                 |                 |                 |                 |                 |                 |                 |                 | Does not appear | Does not appear |                 | Does not appear | Does not appear | Does not appear | Does not appear | Does not appear | Does not appear | Does not appear |
| Maisa Silva        | Does not appear | Does not appear | Does not appear | Does not appear | Does not appear | Does not appear | Does not appear | Does not appear | Does not appear | Does not appear | Does not appear | Does not appear | Does not appear | Does not appear | Does not appear | Does not appear |                 |                 |                 |                 | Does not appear |                 |                 |                 | Does not appear | Does not appear | Does not appear | Does not appear | Does not appear | Does not appear | Does not appear |
| Bozo               | Does not appear | Does not appear | Does not appear | Does not appear | Does not appear | Does not appear | Does not appear | Does not appear | Does not appear | Does not appear | Does not appear | Does not appear | Does not appear | Does not appear | Does not appear | Does not appear | Does not appear | Does not appear | Does not appear |                 |                 |                 | Does not appear | Does not appear | Does not appear | Does not appear | Does not appear | Does not appear | Does not appear | Does not appear | Does not appear |
| Ana Zimerman       | Does not appear | Does not appear | Does not appear | Does not appear | Does not appear | Does not appear | Does not appear | Does not appear | Does not appear | Does not appear | Does not appear | Does not appear | Does not appear | Does not appear | Does not appear | Does not appear | Does not appear | Does not appear | Does not appear | Does not appear |                 |                 | Does not appear | Does not appear | Does not appear | Does not appear | Does not appear | Does not appear | Does not appear | Does not appear | Does not appear |
| Matheus Ueta       | Does not appear | Does not appear | Does not appear | Does not appear | Does not appear | Does not appear | Does not appear | Does not appear | Does not appear | Does not appear | Does not appear | Does not appear | Does not appear | Does not appear | Does not appear | Does not appear | Does not appear | Does not appear | Does not appear | Does not appear |                 |                 |                 |                 | Does not appear | Does not appear | Does not appear | Does not appear | Does not appear | Does not appear | Does not appear |
| Jean Paulo Campos  | Does not appear | Does not appear | Does not appear | Does not appear | Does not appear | Does not appear | Does not appear | Does not appear | Does not appear | Does not appear | Does not appear | Does not appear | Does not appear | Does not appear | Does not appear | Does not appear | Does not appear | Does not appear | Does not appear | Does not appear |                 | Does not appear | Does not appear | Does not appear | Does not appear | Does not appear | Does not appear | Does not appear | Does not appear | Does not appear | Does not appear |
| Patati Patatá      | Does not appear | Does not appear | Does not appear | Does not appear | Does not appear | Does not appear | Does not appear | Does not appear | Does not appear | Does not appear | Does not appear | Does not appear | Does not appear | Does not appear | Does not appear | Does not appear | Does not appear | Does not appear | Does not appear | Does not appear |                 | Does not appear | Does not appear | Does not appear | Does not appear | Does not appear | Does not appear | Does not appear | Does not appear | Does not appear |                 |
| Ana Júlia Souza    | Does not appear | Does not appear | Does not appear | Does not appear | Does not appear | Does not appear | Does not appear | Does not appear | Does not appear | Does not appear | Does not appear | Does not appear | Does not appear | Does not appear | Does not appear | Does not appear | Does not appear | Does not appear | Does not appear | Does not appear | Does not appear |                 |                 |                 | Does not appear | Does not appear | Does not appear | Does not appear | Does not appear | Does not appear | Does not appear |
| Silvia Abravanel   | Does not appear | Does not appear | Does not appear | Does not appear | Does not appear | Does not appear | Does not appear | Does not appear | Does not appear | Does not appear | Does not appear | Does not appear | Does not appear | Does not appear | Does not appear | Does not appear | Does not appear | Does not appear | Does not appear | Does not appear | Does not appear | Does not appear |                 |                 |                 |                 |                 |                 |                 |                 | Does not appear |
| Rebeca Abravanel   | Does not appear | Does not appear | Does not appear | Does not appear | Does not appear | Does not appear | Does not appear | Does not appear | Does not appear | Does not appear | Does not appear | Does not appear | Does not appear | Does not appear | Does not appear | Does not appear | Does not appear | Does not appear | Does not appear | Does not appear | Does not appear | Does not appear | Does not appear | Does not appear |                 |                 |                 | Does not appear | Does not appear | Does not appear | Does not appear |

### Período de Apresentação Exato
| Apresentadores                            | Apresentadores     |
| Período                                   | Apresentadores     |
| ----------------------------------------- | ------------------ |
| 1993–1998/2016                            | Eliana             |
| 1998–2003/2016                            | Jackeline Petkovic |
| 2003–2005                                 | Jéssica Esteves    |
| 2003–2005                                 | Kauê Santin        |
| 2005–2006                                 | Ítala Matiuzzo     |
| 2005–2012/2016                            | Yudi Tamashiro     |
| 2005–2013/2016                            | Priscilla          |
| 2009–2012 e 2014/2016                     | Maisa Silva        |
| 2012–2014                                 | Bozo               |
| 2013                                      | Jean Paulo Campos  |
| 2013–2014 / 2025–presente                 | Patati Patatá      |
| 2013–2014                                 | Ana Zimerman       |
| 2013 - 2015 / (2016 - 2017 eventualmente) | Matheus Ueta       |
| 2014 - 2015 / (2016 -2017 eventualmente)  | Ana Júlia Souza    |
| 2015 - 2022                               | Silvia Abravanel   |
| Apresentadores Eventuais                  |                    |
| Período                                   | Apresentadores     |
| 1998 - 1999/2016                          | Mara Maravilha     |
| 2014                                      | Bela Fernandes     |
| 2017 - 2019                               | Rebeca Abravanel   |